# Lijst van universiteiten in Madagaskar
Dit is een lijst van universiteiten in Madagaskar.

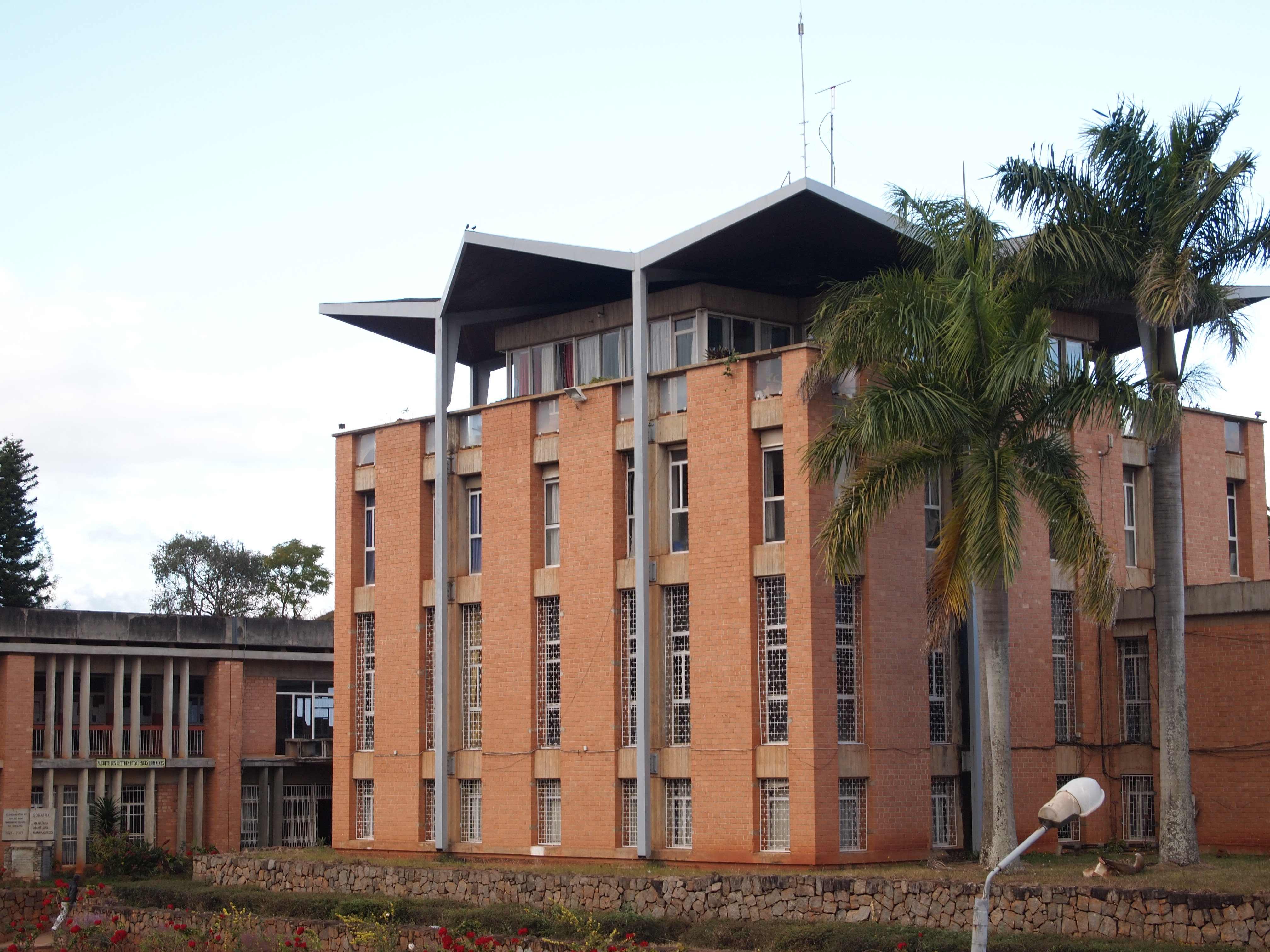
Universiteit van Antananarivo

- Institut National de Santé Publique et Communautaire
- Institut Supérieur de la Communication, des Affaires et du Management Madagascar
- Institut Supérieur de Technologie d’Antananarivo
- Institut Superieur Polytechnique de Madagascar
- Université Catholique Madagascar
- Universiteit van Antananarivo
- Universiteit van Fianarantsoa
- Universiteit van Mahajanga
- Universiteit van Noord-Madagaskar
- Universiteit van Toamasina
- Universiteit van Toliara

- Voormalig: Universiteit van Madagaskar